# Pseudopallene brevicollis
Pseudopallene brevicollis là một loài nhện biển trong họ Callipallenidae. Loài này thuộc chi Pseudopallene. Pseudopallene brevicollis được miêu tả năm 1891 voor het eerst wetenschappelijk bởi Sars.